# سكوت وارتون
سكوت وارتون (بالإنجليزية: Scott Wharton)‏ هو لاعب كرة قدم بريطاني في مركز الدفاع، ولد في 1 أكتوبر 1997 في بلاكبرن في المملكة المتحدة. لعب مع كامبريدج يونايتد.

## وصلات خارجية
- سكوت وارتون على موقع قاعدة بيانات كرة القدم.إي يو (الإنجليزية)
- سكوت وارتون على موقع Soccerbase.com (لاعب) (الإنجليزية)
- سكوت وارتون على موقع عالم كرة القدم.نت (الإنجليزية)